# Piberbach
Piberbach je obec v rakouské spolkové zemi Horní Rakousy v okrese Linec-venkov.
K 1. lednu 2015 zde žilo 1 880 obyvatel.